# Ґулістан (Кашкадар'їнська область)
38°30′31″ пн. ш. 65°31′04″ сх. д. / 38.50861° пн. ш. 65.51778° сх. д.
Ґулістан (узб. Guliston, Гулистон) — міське селище в Узбекистані, в Нішанському районі Кашкадар'їнської області.
Статус міського селища з 2009 року.